# Calépi
Calépi – miasto w Angoli, w prowincji Huíla.